# Catedral de Lecce
La catedral és el principal lloc de culte catòlic a Lecce i està situada a la Piazza del Duomo, al centre històric de la ciutat. Aquesta plaça inclou un seguit de monuments que l'envolten, la Catedral, els palaus del Bisbe i del Seminari i el Campanar.

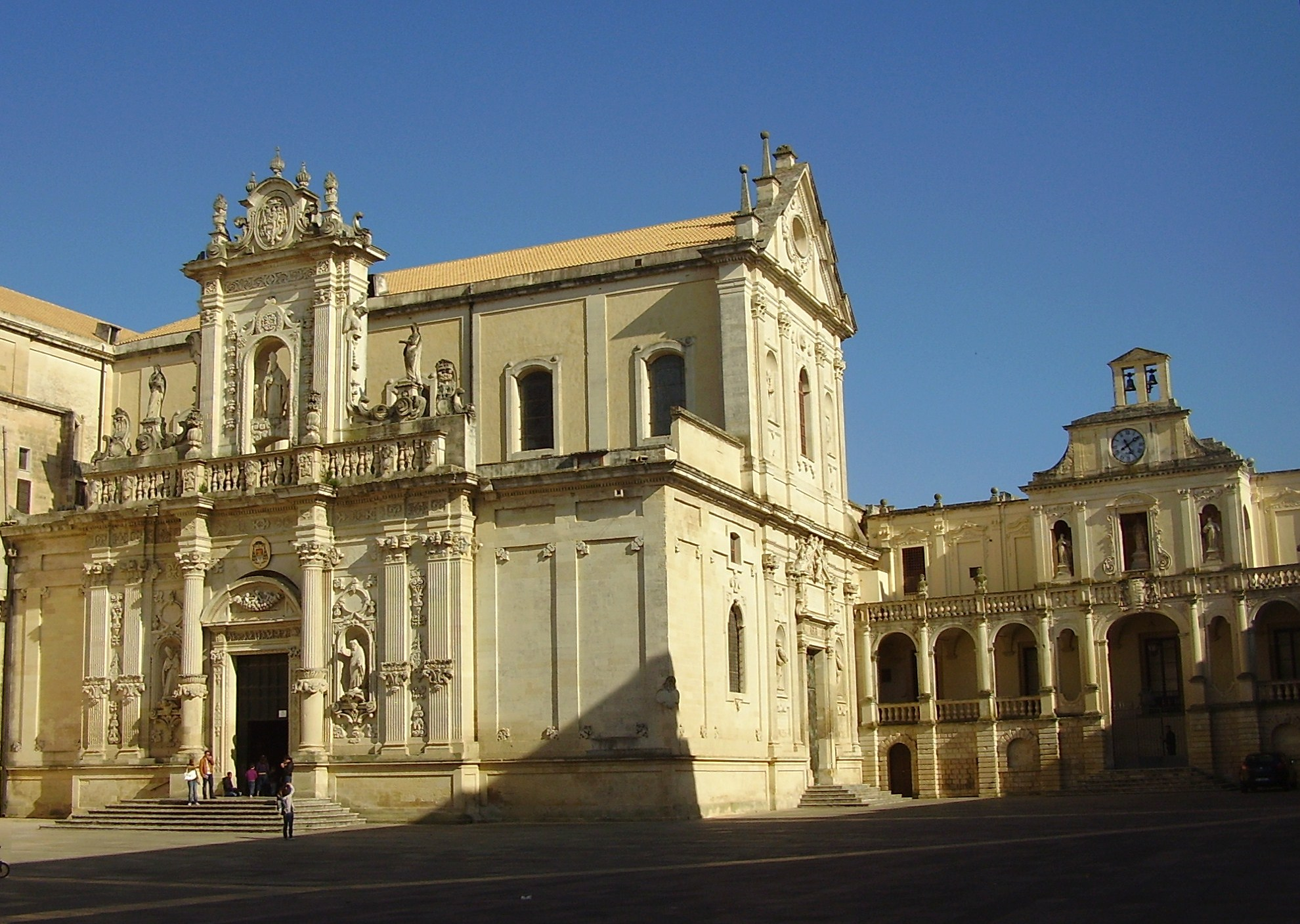
L'exterior de la Catedral

A causa del fet inusual de que és la façana lateral la que dona a l'esplanada, és aquesta la que s'ha desenvolupat artísticament. La construcció original de la catedral va ser encarregada pel bisbe Formoso en 1144 i gairebé un segle més tard, el 1230, el bisbe Volturio va dur a terme algunes reformes. Però va ser en el període 1659-70 va ser completament restaurat per ordre del bisbe Pappacoda, que va confiar la tasca a Gustavo Zimbalo, que en aquells anys també es va dedicar a construir el bell campanar adjacent. Aquesta façana lateral, que és la primera que es presenta als visitants, és artísticament la més important, per la seva sumptuosa decoració del segle xvii. El centre visual del conjunt arquitectònic de la Catedral és l'estàtua de S. Oronzo a la part superior acompanyada a la part inferior per nínxols amb les estàtues de Sant Just i Sant Fortunato. L'altra entrada sorprèn pel seu estil sobri i refinat, com per equilibrar l'esplendor decoratiu del costat esquerre de l'església.

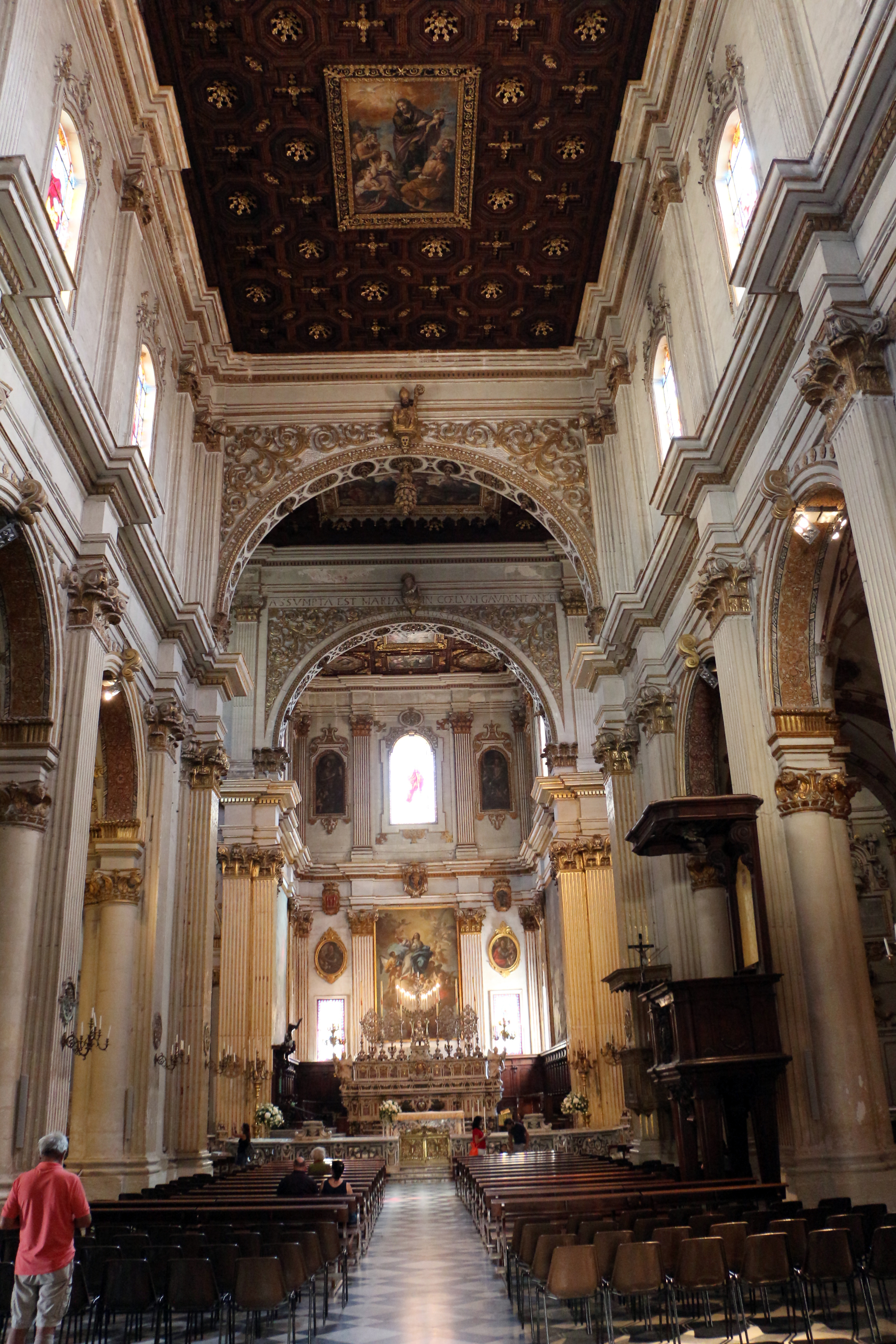
Interior de la catedral

L'interior de la catedral té una planta de creu llatina amb tres naus dividides separats per alts pilars reforçats per semicolumnes i sumptuosament decorat amb dotze altars. Des 1685, té un esplèndid sòtil de fusta tallada i un daurat radiant emmarcant les pintures realitzades per Giuseppe da Brindisi, amb la història de S. Oronzo: Predicació, Protecció de la pesta i el Martiri. L'altar major està dedicat a l'Assumpció de Maria, una bella obra d'art encarregat pel bisbe Sersale als treballadors de marbre napolità en 1744, en la qual es combinen harmoniosament elements esculpits en marbre i altres peces en bronze. Al centre, la preciosa pintura i solemne de la santa, acompanyat d'escenes del sacrifici de Noè després del diluvi, el sacrifici del profeta Elies, l'Assumpció, tots fets per Antonio Tiso.
Al creuer es troba el l'important altar de marbre del Crucifix i el Sagrament, l'altar dedicat a S. Oronzo, realitzat en 1672 per Giuseppe Zimbalo i Giovann'Andrea Larducci da Salò, que conté les relíquies del bisbe Pappacoda. A la sagristia i en les cases properes a la casa Capítol nombroses pintures G. Domenico Catalano. Hi ha també un esplèndid cor de nogué de 1758.
A través de dues entrades prop del transsepte, s'entra a la Cripta del Duomo d'origen medieval. La cripta va ser reconstruïda a principis de 1500. Té un cos longitudinal que conté dues capelles barroques amb pintures que travessen un llarg passadís format per noranta-dues columnes amb capitells decorats amb figures humanes.